# 搖錢樹 (器具)

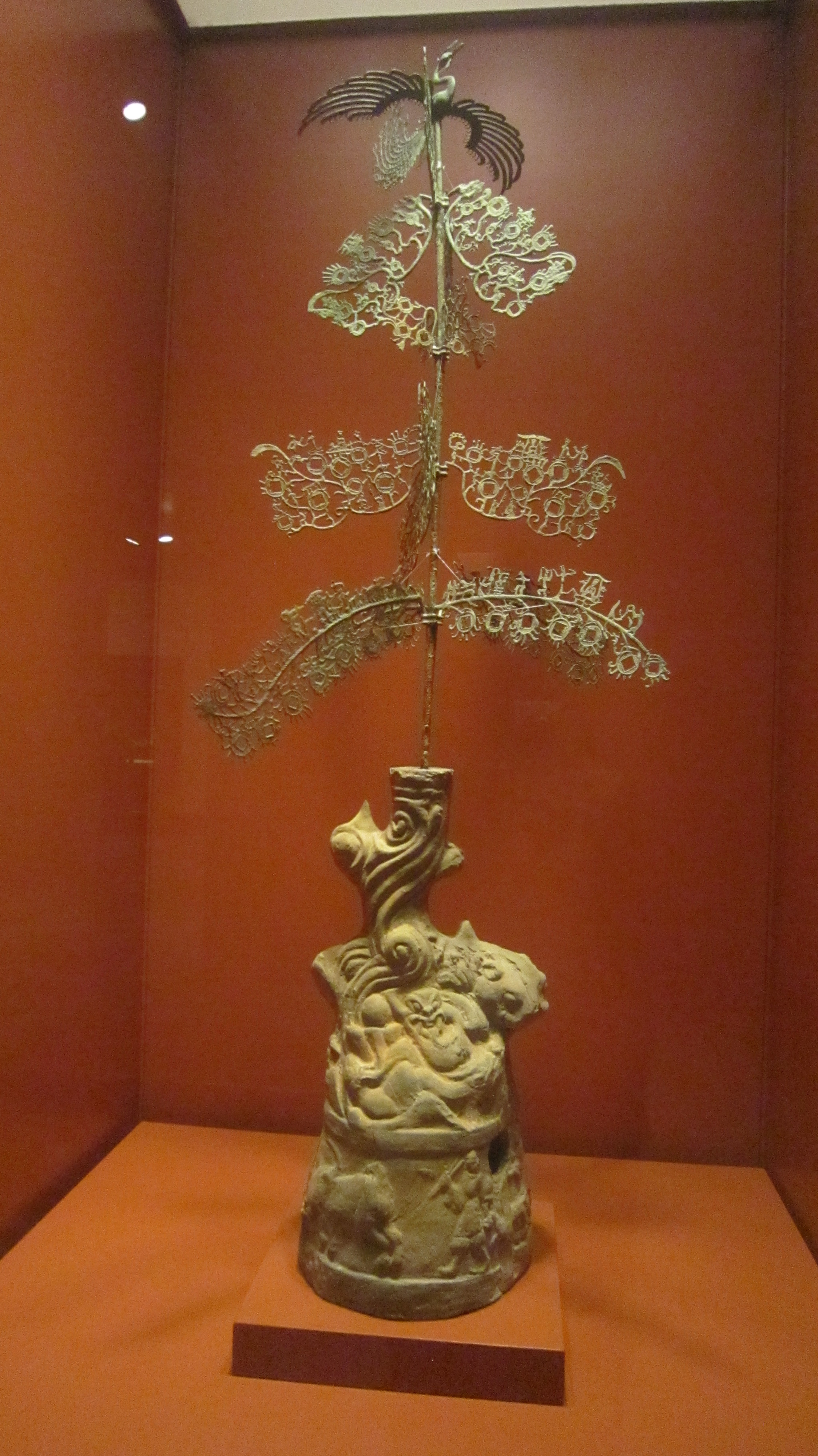
香港文化博物館收藏的搖錢樹

搖錢樹是指中國墓葬中的一種樹形明器，主要發現於中國西南地區東漢六朝時期，也叫錢樹或升仙樹，產生於東漢早期，東漢中期傳至重慶地區，至東晉南朝時期衰亡。

## 造型
搖錢樹大多由兩部分組成：上部為青銅樹形鑄件，有主幹和枝葉，枝葉往往附有五銖掛飾，並且有人物、禽獸形象，有的樹幹上鑄有佛像；下部為樹座，樹座有陶質、石質和銅質多種，表面有山巒、人物、神獸圖像，也多飾有錢紋，頂端中空，用以插立上部的青銅樹幹。

## 歷史
抗日戰爭時期，南京博物院的前身——中央博物院籌備處對四川彭山漢代崖墓進行了考古發掘，獲得了大量珍貴文物。考古學者馮漢驥注意到這種器物，40年代將其定名為「錢樹」或「搖錢樹」，此名稱被學術界廣為使用。80年代起，開始有學者提出不同看法，主張稱為升仙樹、宇宙樹、金花樹或柱銖樹。

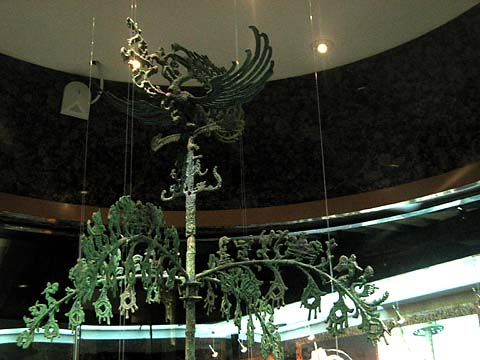
樹頂展翅的鳳凰。三星堆博物館收藏。

考古學家從中國西部四川省附近的兩漢墓葬中挖出搖錢樹，顯示兩漢墓葬中普遍使用搖錢樹。到21世紀初出土的搖錢樹共189棵，主要分佈於今四川省、云南省、貴州省和陝西省漢中地區，大部分都受損。北美博物館收藏了大約20餘棵。
最大的搖錢樹高198公分，1990年在四川省綿陽市何家山二號漢墓出土。現藏四川綿陽市博物館。該樹由基座、樹幹、樹冠等共二十九種部件銜接而成。基座為紅陶質，樹幹用青銅澆鑄。樹冠可分七層，頂層飾鳳鳥為樹尖；其下二層的幹與葉合為一體，飾西王母、力士等圖案；下部四層插接二十四片枝葉，向四方伸出。飾龍首、朱雀與犬、象與象奴、朱雀與鹿以及成串的錢幣等圖案。樹幹直徑約1公分，葉片最長約15公分，最短為10公分，每片樹葉厚約2公釐，樹高約1公尺，為三向八枝。

## 含義

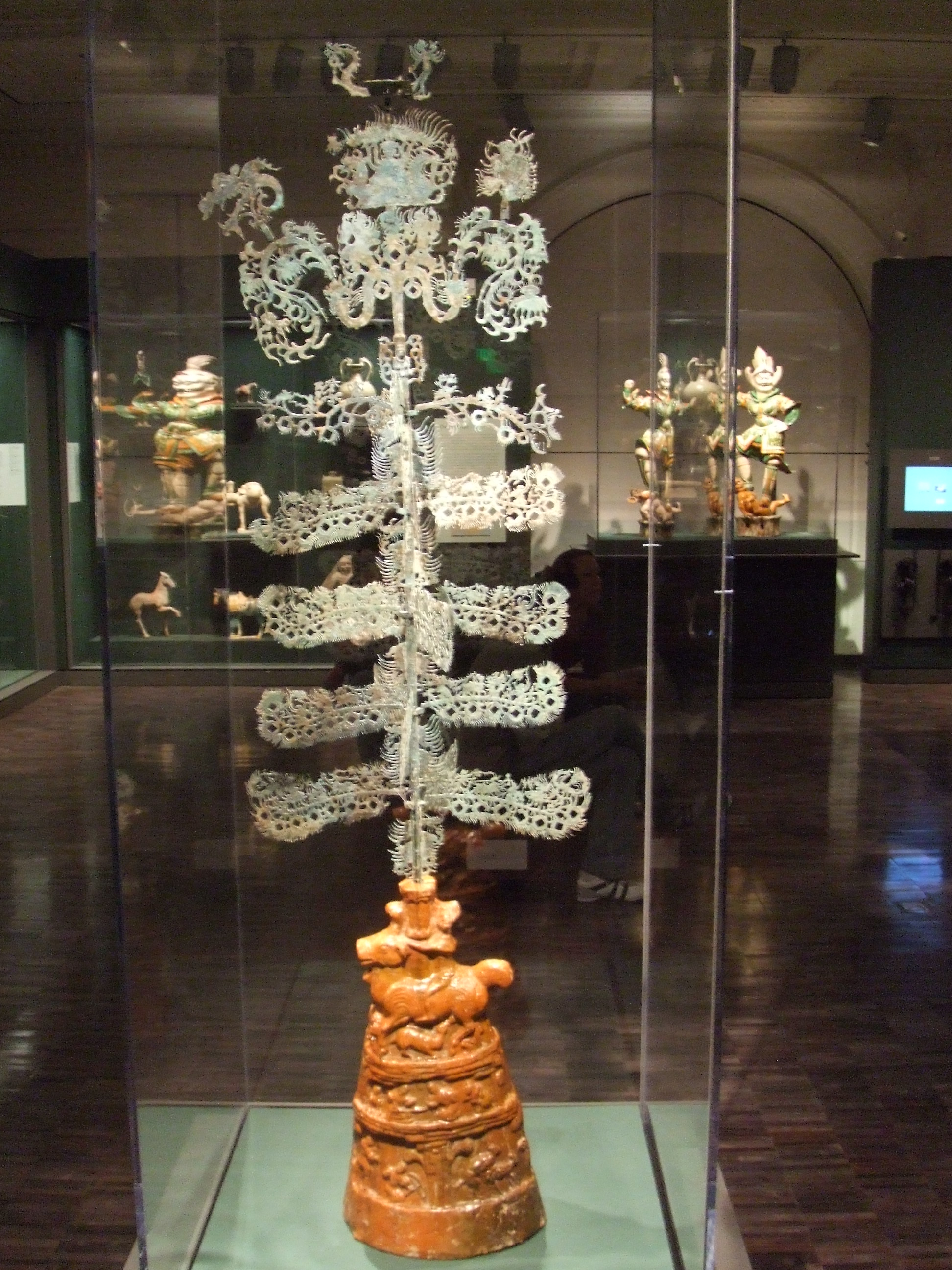
西王母和佛像。舊金山亞洲藝術博物館收藏。

出土的錢樹上常有西王母或佛像，而舊金山亞洲藝術博物館收藏的，頂部有西王母，其下樹幹節處有佛像，是罕見的一棵錢樹上同時有西王母和佛像。劉向《列仙傳》說:「歷觀百家之中，以相檢驗，得仙者百四十六人，其七十四人已在佛經……。」可見漢朝的人將二者看成意義一樣，「佛即神仙」，才與西王母並列。

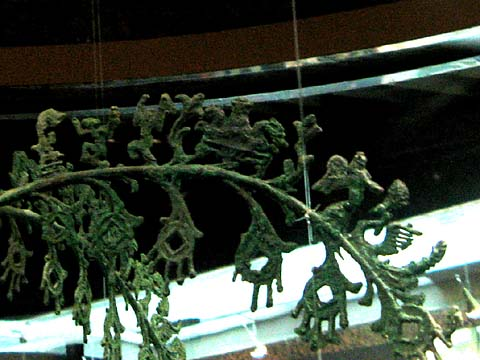
枝葉上的西王母及其侍從。三星堆博物館收藏。

佛像在錢樹上的位置有三種::185
1. 樹底部。以彭山縣漢崖墓的錢樹為代表。
2. 大多在樹幹上。以四川省綿陽市何家山及忠县涂井乡的錢樹為代表。
3. 樹頂。僅有陝西省城固縣的一例。

這些佛像不大，大多6-7公分高。造型上，頭頂都有肉髻，有些前額有白毫，都是跏趺坐，右手結施無畏印，左手持僧衣下襬。僧衣都是覆蓋兩肩，胸部皺摺呈U形。這些特徵都使人想到犍陀羅國佛像藝術。它們與四川地區早期佛像(如麻浩崖墓)的風格相似，証實它們的來源相同。日本私人收藏的錢樹佛像肩膀有翅膀狀突出，而西王母等也有此特徵，可見佛像也受到崇拜長生不老神仙的影響。:185-186
邱登成提出：「搖錢樹的圖像內容主要是西南地區神巫之道及佛、道二教所尊奉的各種神仙、神獸、神禽，其內涵主要是反映仙化升天的思想。」搖錢樹的功用是作為死者魂靈進入仙界的橋梁。這是當今廣為接受的解釋。張茂華指出，「搖錢樹」上的五銖錢並不具備任何財富觀念的意義，而是天和地（古人相信天圓地方）的象徵，「搖錢樹」是人們希望墓主通過「神樹」由地面升天成仙的一種宗教性隨葬品，應當屬於「升仙樹」的另一類型。

## 搖錢樹圖片

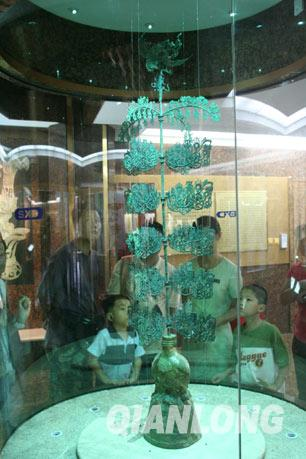
三星堆博物館收藏
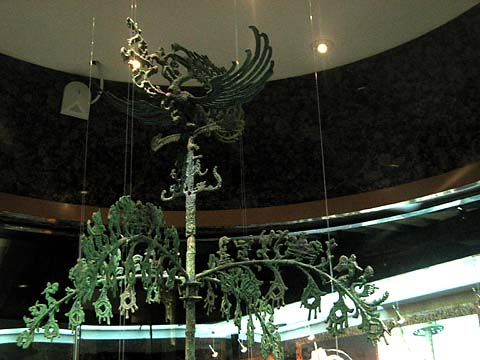
三星堆博物館收藏。樹頂上是展翅的鳳凰。
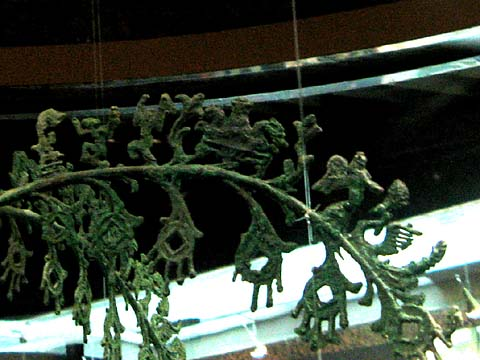
三星堆博物館收藏。枝葉上是西王母及其侍從。
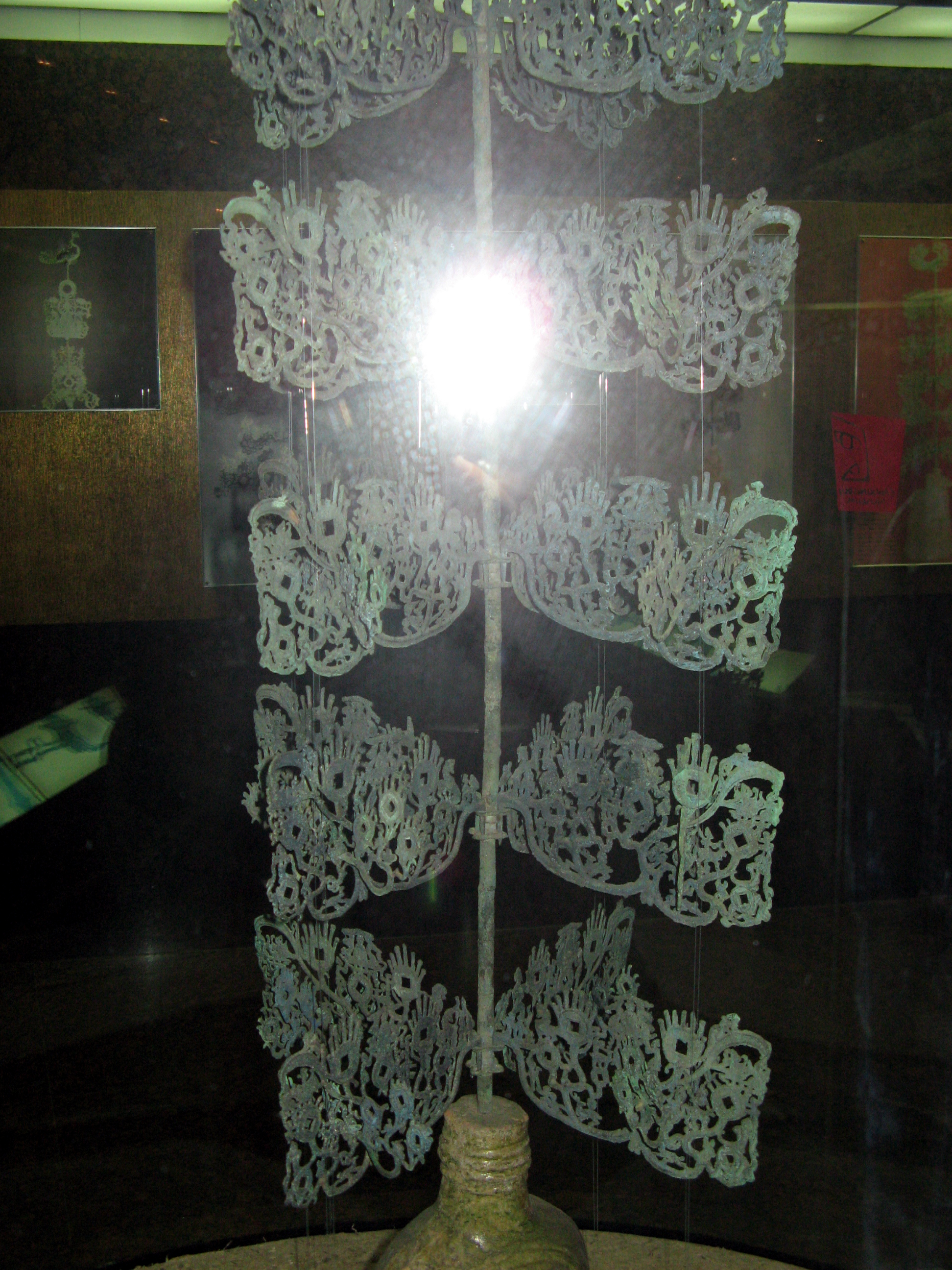
三星堆博物館收藏。
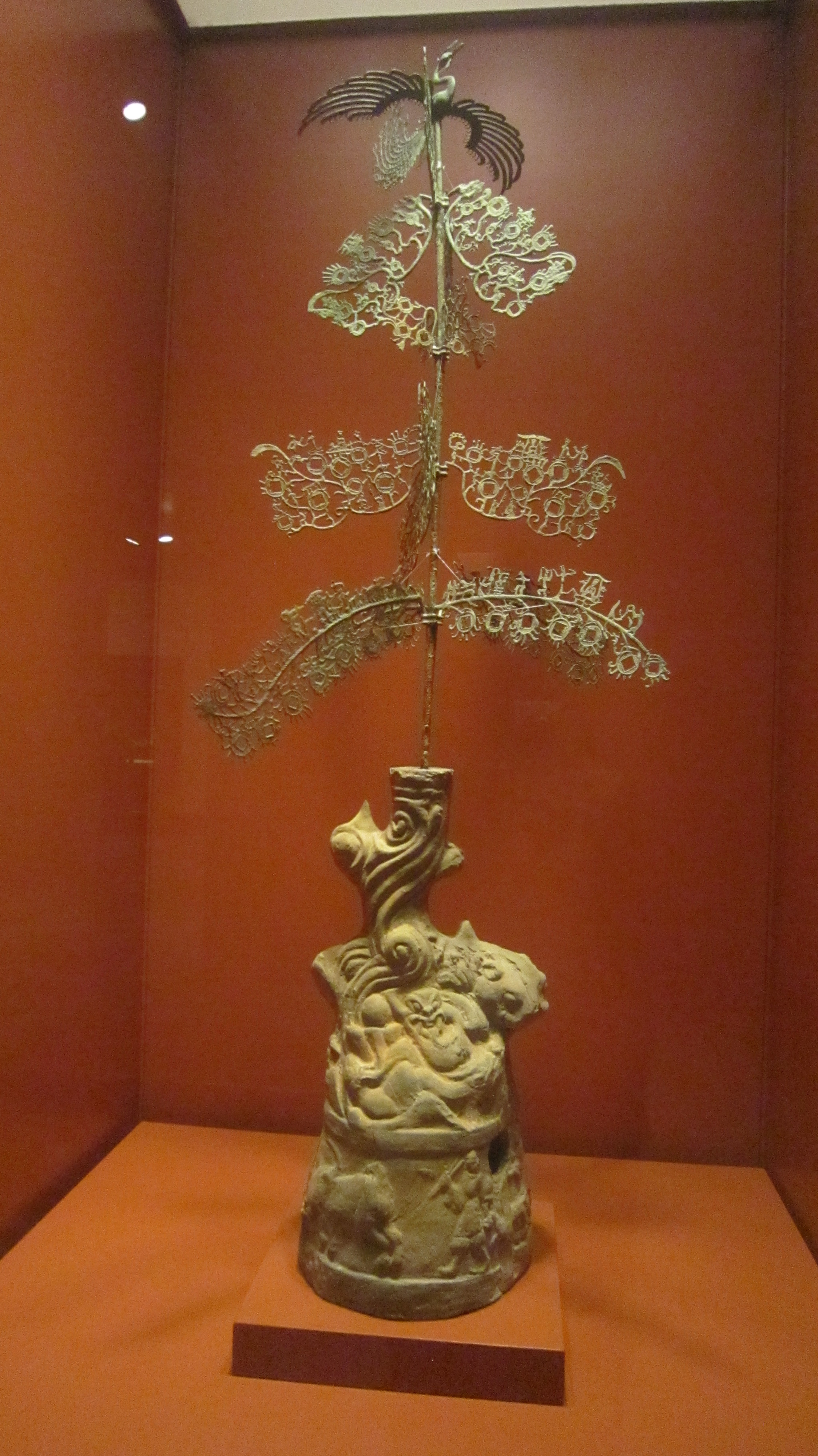
香港文化博物館收藏
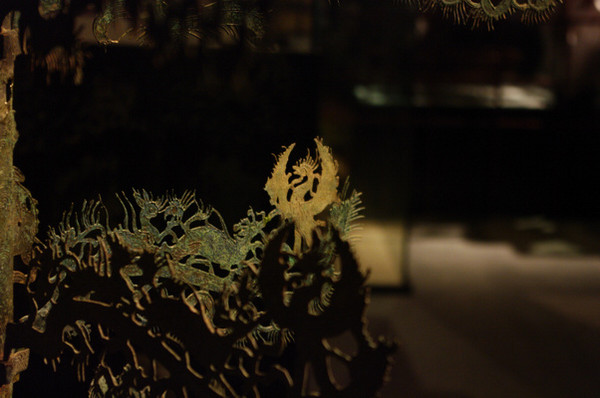
搖錢樹局部

### 引用
1. ↑  李凱 (编). . 荊楚網. 2015-02-10  [2015-07-08]. （原始内容存档于2015-07-09）.
2. 1 2  . 光明网.   [2015-07-09]. （原始内容存档于2015-07-09）.
3. ↑  . 金陵晚報. 2015年2月9日  [2015-07-09]. （原始内容存档于2015-03-14）.
4. ↑  周克林. . 巴蜀书社. 2012年11月: 5. ISBN 978-7-5531-0155-2.
5. ↑   (PDF). Dia.org.   [2013-08-11]. （原始内容 (PDF)存档于2012-02-22）.
6. ↑  . History.cultural-china.com. 1927-11-12  [2013-08-11]. （原始内容存档于2012-02-19）.
7. ↑  . 央视网.   [2015-07-10]. （原始内容存档于2015-07-10）.
8. ↑  . 《重慶晚報》. 2015年2月7日  [2015年7月14日]. （原始内容存档于2015年7月14日）.
9. ↑   (PDF). Portland Arts Museum.   [2015-07-10]. （原始内容存档 (PDF)于2015-07-11）.
10. ↑  李來玉. . 中國考古網. 2015-06-04  [2015-07-10]. （原始内容存档于2015-07-10）.
11. ↑  林保堯. . 覺風佛教藝術學院. 2015-04-15  [2015-07-09]. （原始内容存档于2015-07-10）.
12. 1 2  Huo Wei(霍巍).  [中國西南地區錢樹佛像的考古發現與考察] (PDF). Chinese Archaeology (中國社會科學院考古研究所). 2008年, 8  [2015-07-10]. （原始内容存档 (PDF)于2015-07-11）. 中文版為《考古》2007年第3期 （页面存档备份，存于）
13. ↑  李建緯; 蔡嘉珊.  (PDF). 國立暨南國際大學: 3. 2007-06  [2019-02-01]. （原始内容存档 (PDF)于2016-03-05）.

## 外部連結

### 亞洲
- 四川省綿陽市何家山二號漢墓出土搖錢樹（附圖） （页面存档备份，存于）高198公分
- 四川省成都巴蜀漢陶藝術博物館收藏的三鳳朝陽搖錢樹（圖）高173公分，頂端「三鳳朝陽」中的鳳尾製作精細，有的縫隙只容髮絲通過。
- 徐州圣旨博物馆收藏的仙人骑羊摇钱树（附圖）高172公分
- 西安市陝西錢幣博物館收藏的搖錢樹（附圖） （页面存档备份，存于）高138公分，樹幹上有六組佛像，24杈樹枝上有仙人、瑞獸、五銖錢，還掛有約20個神猴。
- 三星堆博物館收藏的搖錢樹樹葉大圖 （页面存档备份，存于）
- 臺北市國立歷史博物館收藏的搖錢樹（附圖）高103公分，羽狀枝葉纏繞，尾端各飾以銅鈴，取其「招搖」之意。陶器座則是端坐的蟾蜍。
- 東京國立博物館東洋館搖錢樹小圖 （页面存档备份，存于）、大圖 （页面存档备份，存于）、樹葉大圖 （页面存档备份，存于）

### 美洲
- 舊金山亞洲藝術博物館收藏的搖錢樹高175公分(可放大圖 （页面存档备份，存于）)
- 波特蘭美術館收藏的搖錢樹（附圖） （页面存档备份，存于）高132公分。X射線顯示樹上的龍。. Portland State University.   [2015-07-09]. （原始内容存档于2019-06-15）.
- 底特律美術館收藏的搖錢樹（附圖）高138公分
- 普林斯頓大學美術館（英语：Princeton University Art Museum）收藏的搖錢樹（附圖） （页面存档备份，存于）高135公分